# Gary Neiwand
Gary Neiwand (Melbourne, 4 settembre 1966) è un ex pistard australiano.

## Palmarès

### Olimpiadi
- 4 medaglie:
  - 2 argenti (Barcellona 1992 nella velocità; Sydney 2000 nel keirin)
  - 2 bronzi (Seul 1988 nella velocità; Sydney 2000 nella velocità a squadre)

### Mondiali
- 6 medaglie:
  - 3 ori (Hamar 1993 nella velocità; Hamar 1993 nel keirin; Manchester 1996 nella velocità a squadre)
  - 2 argenti (Manchester 1996 nella velocità; Manchester 1996 nel keirin)
  - 1 bronzo (Stoccarda 1991 nella velocità)

### Giochi del Commonwealth
- 3 medaglie:
  - 3 ori (Edimburgo 1986 nella velocità; Auckland 1990 nella velocità; Victoria 1994 nella velocità)